# Lubieńce (gmina)
Lubieńce – dawna gmina wiejska w powiecie stryjskim województwa stanisławowskiego II Rzeczypospolitej. Siedzibą gminy były Lubieńce.
Gminę utworzono 1 sierpnia 1934 r. w ramach reformy na podstawie ustawy scaleniowej z dotychczasowych gmin wiejskich: Chromohorb, Dołhołuka, Hurnie, Lubieńce, Manasterzec, Rozhurcze, Stynawa Niżna, Stynawa Wyżna i Wola Dołhołucka.
Po II wojnie światowej obszar gminy znalazł się w ZSRR.